# 28 cm Haubitze L/12
28 cm Haubitze L/12 — немецкая 283-мм полустационарная осадная гаубица особой мощности разработки фирмы Крупп. Использовалась также в качестве орудия береговой обороны.

## Описание
280-мм/12-клб гаубица на поворотном лафете (28 cm Haubitze L/12 mit Mittelpivotlafette C/92) была конструкцией конца 19-го века, первоначально предназначенной для береговой обороны. Замысел создания заключался в том, что низкоскоростная гаубица, стреляющая большим снарядом под большим углом, с большей вероятностью уничтожит вражеский корабль, пробив его тонкую палубную броню, чем высокоскоростная низкоугловая пушка, пытающаяся пробить его более толстую поясную броню. Недостатком было то, что при стрельбе под большим углом труднее было правильно прицелиться, поэтому для защиты района от нападения требовалось больше гаубиц. Однако если район был ограничен географически, как порт в устье реки, то навигационные каналы можно было заранее измерить и рассчитать дальность стрельбы. Усложняющим фактором было то, что морская артиллерия прогрессировала, её размеры и дальность действия вскоре превзошли дальность действия береговых гаубиц.
В роли береговой обороны гаубица была установлена на большом зубчатом круглом основании, которое было вмонтировано в бетон. Для защиты экипажа орудия имелся также бронированный купол толщиной 60 мм. Силы отдачи поглощались комбинацией люльки пушки, движущейся вверх по наклонной плоскости, и двух гидропневматических или гидропружинных цилиндров рекуператора, расположенных по одному с каждой стороны лафета. Она стреляла фугасными снарядами весом 215—345 кг) на дальность 10,4 км был способен пробивать 100 мм палубной брони под углом 63° на расстоянии 9,9 км. Орудия имели раннюю форму крупповской клинового затвора и использовали раздельный картузный заряд и снаряды.
В роли осадной гаубицы он разбирался на четыре части: ствол, люльку, поворотный стол и огневую платформу, каждый из которых перевозился трёхосным прицепом. Гаубица устанавливалась на поворотном столе, который был закреплен на деревянной огневой платформе и требовала от трех до четырёх дней, чтобы сменить место для стрельбы. Для удобства заряжания к лафету был прикреплен кран с боеприпасами.

## Первая мировая война
Во время Первой мировой войны в крепости Бисмарк находилась четырёхпушечная батарея, которая участвовала в обороне немецкой колонии Циндао во время осады города Циндао в 1914 году. Четыре орудийные батареи были также перемещены из немецкого порта Вильгельмсхафен в Бланкенберге в Бельгии для защиты от вторжения союзников с моря.
До начала Первой мировой войны, в 1902 году, португальская монархия купила несколько 28-сантиметровых гаубиц Круппа для оснащения береговых артиллерийских батарей в устье реки Тежу, служивших основными оборонительными орудиями для лиссабонской гавани. Всего их было четыре батареи: две на северном берегу и две на южном берегу реки. Несмотря на то, что во время Первой мировой войны эти батареи работали круглосуточно, они не были способны вести огонь ночью, полагаясь на другие батареи меньшего калибра артиллерии для защиты столицы.

## Вторая мировая война
Предположительно он принимал участие в штурме Севастополя в 1942 году в составе 11-й полевой армии Группы армий «Юг», но это не было подтверждено. В личном фотоальбоме, принадлежащем бывшему генералу горных войск Георге Манолиу, командующему румынской 4-й горнопехотной дивизией, можно идентифицировать артиллерийское орудие, которое похоже на Haubitze L/12 на снимке, сделанном во время битвы за Севастополь.

## Галерея

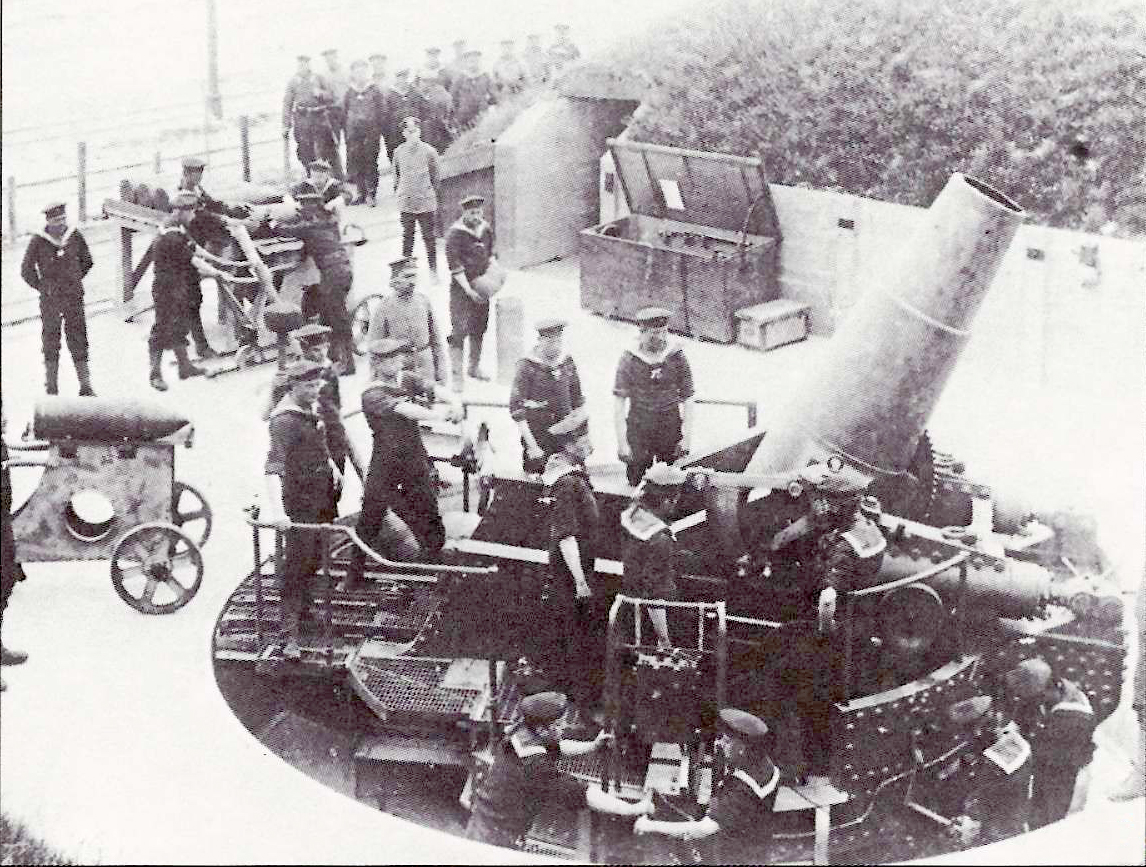
В качестве орудия береговой обороны.
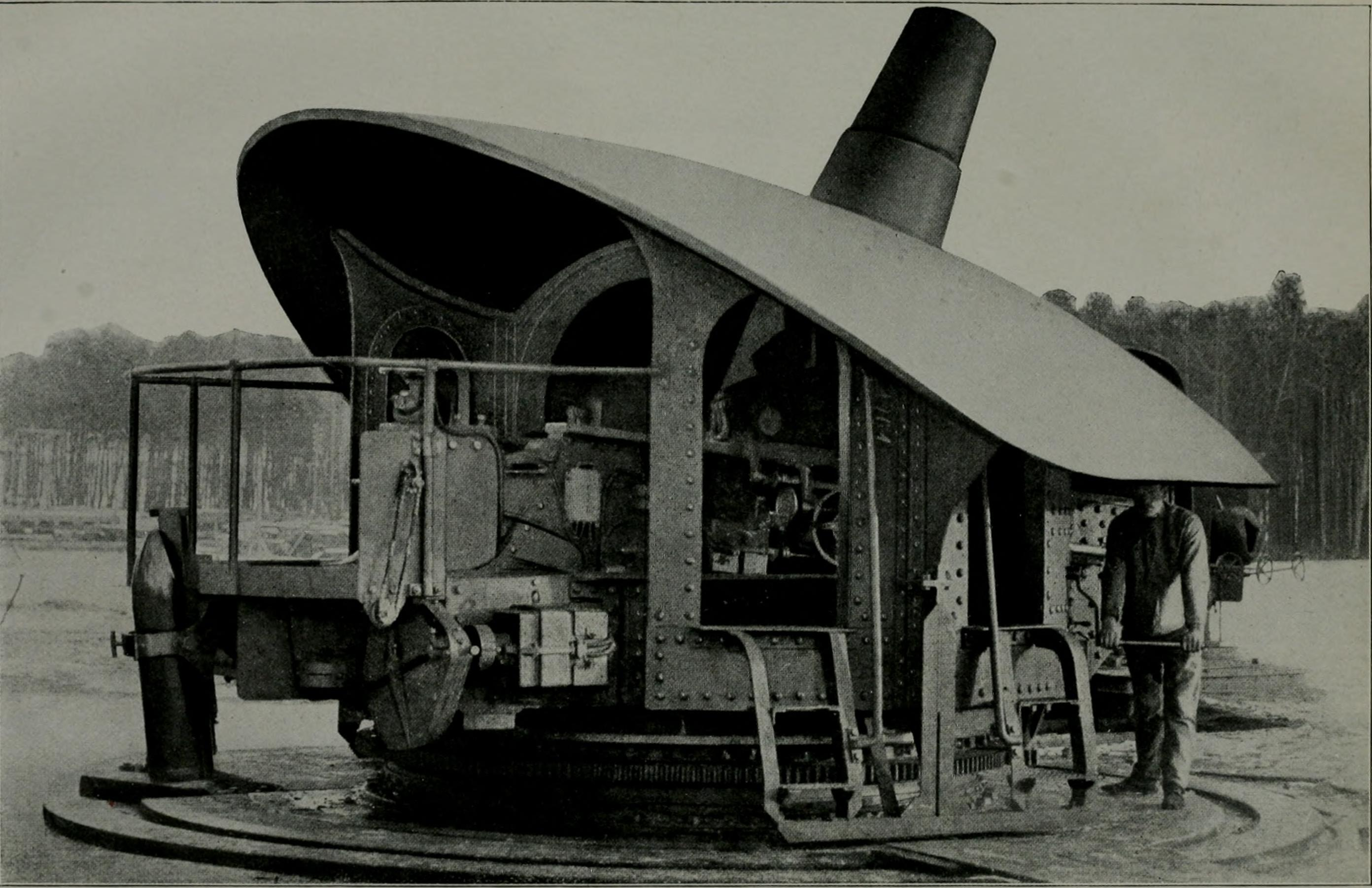
Изображение береговой гаубицы из Британской энциклопедии 1910 года.
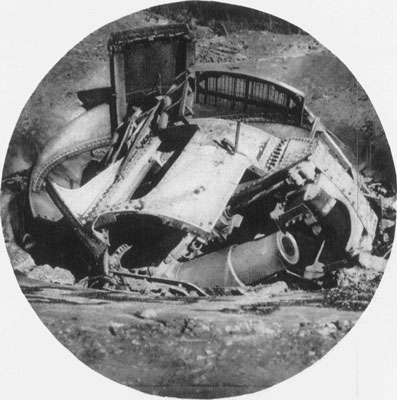
Одна из четырёх 28-см береговых гаубиц в форте Бисмарк в Циндао.
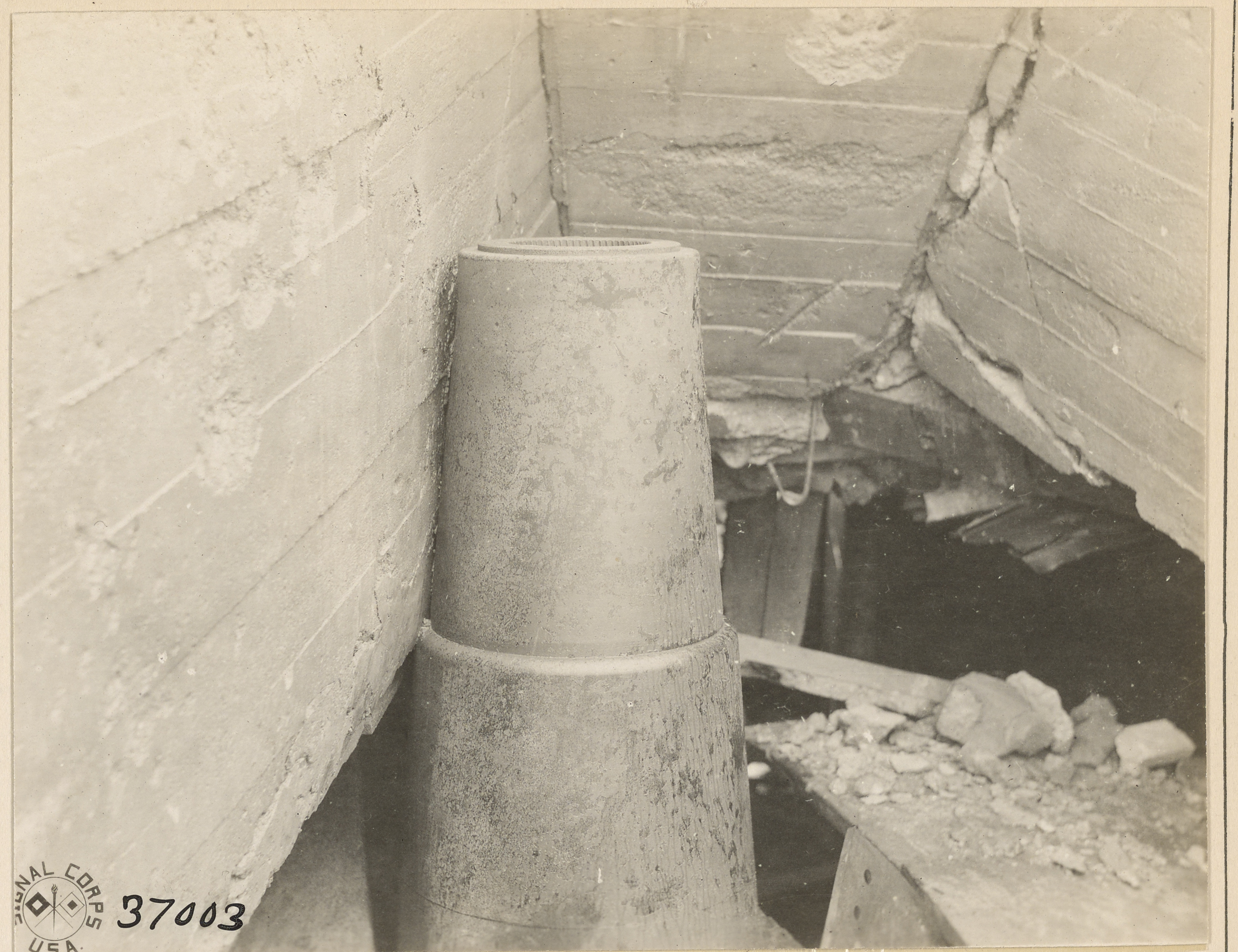
Одна из гаубиц разрушенная при отступлении немцев из окрестностей Бланкенберге.